# Kora Jahanabad
Kora Jahanabad è una suddivisione dell'India, classificata come nagar panchayat, di 24.050 abitanti, situata nel distretto di Fatehpur, nello stato federato dell'Uttar Pradesh. 